# Haukivesi
Haukivesi er en sø i det sydøstlige Finland og en del af Saimaa-søsystemet Haukivesi er det centrale bassin i systemet og samler 80% af det vand, der til sidst strømmer ind i Ladoga-søen gennem floden Vuoksi . Dens areal er 562,31 km2. Ligesom andre søer i systemet har den en ujævn kystlinje med adskillige øer og er opdelt i et antal mindre områder (selkä) såsom Siitinselkä, Saviluoto, Tahkoselkä, Vuoriselkä, Kuokanselkä, Kuivaselkä, Heposelkä, Peonselkä, Tuunaanselkä, Hiekonselkä, Varparann og Iso-Haukivesi. Haukivesi strækker sig fra Varkaus til Savonlinna i nordøst-sydvestlig retning. Den nordlige del er lavvandet, mindre end 20 meter, men bliver dybere mod sydøst, op til 60 meters dybde ved Kuivaselkä.
Det meste vand strømmer fra øst gennem Tappuvirta, Oravikoski og Haponlahti-sluserne. Der kommer en mindre tilstrømning er fra nord gennem Pirtinvirta i Varkaus. Af søerne i Saimaa-søsystemet modtager Haukivesi de fleste næringsstoffer. Vandkvaliteten varierer alt efter placering på grund af forskellene mellem tilstrømningens vandkvalitet. I Haukivesi blandes mere næringsrigt vand, der strømmer fra nord, med renere vand fra øst. De største individuelle forureningskilder er byen Varkaus og dens papirmassefabrikker, selvom mindre bygder og diffus forurening fra landbrug og skovbrug også bidrager. Søen blev frem til 70'erne stærkt forurenet af papirmassefabrikkerne, men strengere regulering tvang møllerne til at behandle deres spildevand, og søen blev renere igen.
Den meste af dens sydlige kystlinje er dækket af byen Savonlinna . Vand strømmer via Matarinsalmi-sundet ind i Haapavesi, hvorfra det løber gennem flere kanaler ind i Pihlajavesi- delen af Saimaa .
Linnansaari Nationalpark ligger på øer midt i søen. Navnet Haukivesi betyder " geddevand", og faktisk er søen kendt som et godt sted at fange gedder, men også brasen, aborre og sandart kan fanges. Der er dog begrænsninger for fiskeri på grund af nationalparken og beskyttelse af den truede Saimaa-ringsæl .